# Delta IV Heavy

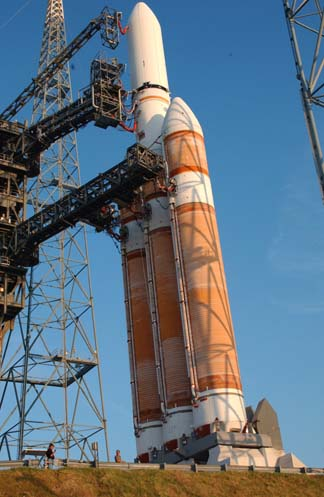
Um Delta IV Heavy.

O Delta IV Heavy, foi um veículo de lançamento descartável de origem Norte americana já não mais em atividade. 
Ele usava motores projetados pela Divisão de Sistemas Integrados de Defesa da Boeing, e construídos na fábrica
da United Launch Alliance (ULA) em Decatur, no Alabama.
A montagem final era executada pela ULA nas instalações do Centro de lançamento correspondente.
Ele se assemelhava ao Delta IV Medium, só que no lugar de usar GEMs como foguetes auxiliares, ele fazia uso de CBCs.
No dia 28 de agosto de 2013 o foguete Delta IV Heavy foi lançado com o objetivo de colocar um satélite espião na órbita da Terra. A decolagem ocorreu na Base Aérea de Vandenberg, na Califórnia, originalmente construída para lançar ônibus espaciais, mas que nunca foi utilizada para esse motivo. Detalhes sobre a carga do satélite espião não foram informados a pedido do Escritório Nacional de Reconhecimento dos Estados Unidos, uma agência de inteligência norte-americana, responsável pelo lançamento.